# Kloster St. Georg (Leipzig)
Das Kloster St. Georg in Leipzig ist ein ehemaliges Zisterzienserinnenkloster, das vor 1230 gegründet wurde und bis 1541 bestand.

## Geschichte
Über die Anfänge des Zisterzienserinnenklosters St. Georg in Leipzig ist nicht viel bekannt. Die Gemeinschaft von Nonnen muss in Hohenlohe (südwestlich von Leipzig, heute zu Kitzen) noch vor 1230 entstanden sein, denn eine auf dieses Jahr datierte Urkunde des Wettiner Markgrafen von Meißen Heinrich des Erlauchten (1221–1288) berichtet von der Verlegung des Klosters nach Leipzig und davon, dass zuvor der Ritter Otto von Lichtenhagen den Nonnen ein Allod in Prittitz geschenkt hatte. Ab den 1240er-Jahren stand die somit in Leipzig beheimatete geistliche Gemeinschaft, die sich nach dem heiligen Georg nannte (Leipziger Georgennonnenkloster), in engerer Beziehung zu den Meißner Markgrafen, die das Frauenkloster nun in wirtschaftlicher Hinsicht förderten.
Die Nonnen siedelten sich vor der Stadtmauer in der Petersvorstadt an, im Bereich östlich der heutigen Harkortstraße. Der Markgraf schenkte dem Kloster 36 Höfe, die im Bereich der heutigen Nonnenmühlgasse lagen, die Mühle in Lusitz am heutigen Schleußiger Weg sowie Fischteiche. Im Jahre 1248 wurde für das Kloster eine neue Mühle an der Pleiße erbaut (im Bereich der Harkortstraße, direkt südlich der heutigen Karl-Tauchnitz-Straße), die Nonnenmühle.
Auch Beziehungen der Kommunität zum Papst sind erkennbar: Die 1241 erstmals als Zisterzienserinnenkloster bezeichnete, 1244 in den Zisterzienserorden inkorporierte Gemeinschaft erhielt 1274 zwei Privilegien des Papstes Gregor X. (1271–1276), von denen eines verfälscht wurde, um auf diesem Weg übliche, den Zisterziensern zustehende Vergünstigungen zu erhalten. Doch unterstand das Georgenkloster weiterhin dem Merseburger Bischof. Etwa um 1480 sind aus den Zisterzienserinnen Benediktinerinnen geworden. Die vorletzte Äbtissin war Margareta Pflug. Ihre Nachfolgerin Cecilia von Haugwitz, die noch 39 Nonnen vorstand, legte ihr Amt 1541 aus verschiedenen Gründen nieder und schloss sich der Reformation an. Zwei Jahre darauf mussten die 28 verbliebenen Nonnen das Kloster unfreiwillig verlassen, als es mit allen Gütern von der Stadt aufgekauft wurde. Es wurde bis 1545 vollständig abgebrochen, um die Stadtbefestigung auszubauen.
Die Nonnenmühle bestand bis zum Jahre 1890, als sie abgerissen und an ihrer Stelle die Karl-Tauchnitz-Brücke gebaut wurde.